# Ceolnoth
Ceolnoth est un prélat anglais mort le 4 février 870. Il est archevêque de Cantorbéry de 833 à sa mort. Il parvient à un accord avec le Wessex, nouveau suzerain du Kent, en 838. Il ne rencontre pas le même succès avec les Vikings, dont les attaques sur les monastères côtiers se font de plus en plus fréquentes, entraînant un fort déclin de la vie monastique.

## Biographie
D'après le chroniqueur du XIIe siècle Gervais de Cantorbéry, Ceolnoth est le doyen du siège de Cantorbéry avant son élection comme archevêque, mais les sources contemporaines ne mentionnent rien de tel. En fait, on ne sait rien de lui avant 833, et rien ne permet de le relier à Cantorbéry ou au Kent avant son élection. La longueur de son épiscopat laisse à penser qu'il est encore jeune au moment de son élection.
Ceolnoth est sacré le 27 juillet 833. À cette date, la Mercie, suzerain traditionnel du Kent, a été supplantée par le Wessex, et les attaques des Vikings sur le littoral de la Grande-Bretagne se font de plus en plus insistantes.
En 836, Ceolnoth préside un synode des évêques du Sud de l'Angleterre à Croft, aux côtés du roi mercien Wiglaf. C'est la dernière fois que l'archevêque travaille collabore avec un monarque de Mercie : par la suite, on le retrouve associé à la cour du Wessex. En 838, lors d'un synode à Kingston upon Thames, il conclut un accord avec le roi Ecgberht et son fils Æthelwulf : les monastères qui dépendaient jusqu'alors de Cantorbéry sont placés sous la protection royale, et l'archevêque abandonne toute influence sur l'élection de leurs abbés. En échange, Ceolnoth apporte son soutien à Æthelwulf comme successeur d'Ecgberht et récupère des terres perdues.
Durant l'épiscopat de Ceolnoth, la vie monastique connaît un fort déclin à cause des Vikings, qui hivernent dans le Kent à deux reprises, en 851 et en 855. Plusieurs abbayes et couvents cessent d'exister, tandis que les scriptoria voient la qualité de leurs productions chuter. Ceolnoth meurt le 4 février 870.